# GRAPEVINE LIVE 2001 NAKED SONGS
『GRAPEVINE LIVE 2001 NAKED SONGS』（グレイプバイン ライブ 2001 ネイキッド・ソングス）は、2002年2月20日にリリースされたGRAPEVINE初のライブ・アルバムである。

## 解説
- 2001年に行われたライブ「GRAPEVINE Whitewood Tour 2001」より、11月23日､24日のZepp Osakaと、12月5日、6日のZepp Tokyoの模様を収録している。
- 「通常盤」と「特別限定盤」の2種類が存在しており、「特別限定盤」には12月6日のライブ映像5曲を収めたDVDが付いている。この映像は後にリリースされたライブDVD「GRAPEVINE LIVE 2001 NAKED FILM」には未収録となっている。
- アルバムのクレジットには当時休養中だった西原誠も含まれており、横には「Long Vacation」と記載されている。

## 収録曲
1. ふれていたい
作詞：田中和将/作曲：亀井亨
8thシングル。アルバム『Circulator』収録。
2. discord
作詞：田中和将/作曲：亀井亨
10thシングル。アルバム『Circulator』収録。
3. 覚醒
作詞/作曲：田中和将
ミニアルバム『覚醒』収録。
4. 風待ち
作詞：田中和将/作曲：亀井亨
11thシングル。アルバム『Circulator』収録。
5. 坂の途中
作詞：田中和将/作曲：西川弘剛
1stシングルc/w。
6. パブロフドッグとハムスター
作詞/作曲：田中和将
9thシングルc/w。
12分以上にわたるセッションがノーカットで収録されている。
7. スロウ
作詞：田中和将/作曲：亀井亨
4thシングル。アルバム『Lifetime』収録。
8. 白日
作詞：田中和将/作曲：亀井亨
3rdシングル。アルバム『Lifetime』収録。
9. So.
作詞：田中和将/作曲：亀井亨
11thシングルc/w。
10. HEAD
作詞/作曲：田中和将
8thシングルc/w。
11. B.D.S.
作詞：田中和将/作曲：亀井亨
アルバム『Circulator』収録。
12. (All the young)Yellow
作詞：田中和将/作曲：西川弘剛
アルバム『Circulator』収録。
歌詞の一部がライブ会場だった「大阪」に変えられている所がある。
13. アルカイック
作詞：田中和将/作曲：西川弘剛
アルバム『Circulator』収録。

### 特別限定盤DVD
1. 100cc
作詞：田中和将/作曲：西川弘剛
9thシングルc/w。
2. パブロフドッグとハムスター
3. B.D.S.
4. SOUL FOUNDATION
作詞/作曲：田中和将
2ndシングルc/w。
5. アイボリー
作詞/作曲：田中和将
10thシングルc/w。